# 福里斯特維爾 (北卡羅萊納州)
福里斯特維爾（英語：Forestville）是位於美國北卡羅萊納州韋克縣的非建制地區。

## 歷史
福里斯特維爾的郵局於1839年設立，其後於1914年停運。

## 地理
福里斯特維爾所處的海拔為高於海平面120米（即394英呎），而該地所採用的時區為UTC-5，即北美东部时区（EST）。同時該地設有夏令時間，為UTC-5調快一小時，即UTC-4（EDT）。